# Mariusz Brymora
Mariusz Marek Brymora (ur. 7 października 1959) – polski dyplomata i tłumacz, wiceprezydent Radomia (1997–1998), konsul generalny RP w Los Angeles (2013–2017).

## Życiorys
Mariusz Brymora wychował się w Radomiu. Maturę zdał w tamtejszym IV Liceum Ogólnokształcącym im. Tytusa Chałubińskiego. Ukończył anglistykę na Uniwersytecie Marii Curie-Skłodowskiej w Lublinie (1981) oraz także studia podyplomowe z zakresu kultury i historii Wielkiej Brytanii na Uniwersytecie Warszawskim (1993–1995) i w Ruskin College w Oksfordzie. W czasie studiów na UMCS działał w Niezależnym Zrzeszeniu Studentów. 
Pracował jako nauczyciel akademicki w Wyższej Szkole Inżynierskiej i tłumacz języka angielskiego (m.in. opowiadania Bernarda Malamuda). Współprowadził także prywatną szkołę językową. Od 1994 był radnym, a od 1997 do 1998 wiceprezydentem Radomia. Następnie wstąpił do służby dyplomatycznej. W latach 1999–2003 był zastępcą konsula generalnego RP w Chicago, a od 2005 do 2009 w stopniu radcy kierował Wydziałem ds. Kultury, Nauki i Informacji Ambasady RP w Waszyngtonie. Po powrocie został zastępcą dyrektora Departamentu Dyplomacji Publicznej i Kulturalnej Ministerstwa Spraw Zagranicznych odpowiedzialnym za działalność promocyjną polskich placówek, w szczególności Instytutów Polskich. Od 7 września 2013 do grudnia 2017 Konsul Generalny RP w Los Angeles. Następnie w centrali MSZ. W grudniu 2024 objął kierownictwo Ambasady RP w Skopje jako chargé d’affaires. 
Jest laureatem nagrody Polonusa dla działacza roku, przyznawanej przez Polonię chicagowską (2003); nagrody Golden Link Award Zrzeszenia Amerykańsko-Polskiego za wybitne zasługi dla Polonii (2003). W 2008 wyróżniony Bronze Good Citizenship Medal organizacji National Society of the Sons of the American Revolution.
Zna angielski, rosyjski i podstawy włoskiego. Żonaty z Grażyną, mikrobiolożką. Mają dzieci: Filipa i Annę. 

## Publikacje książkowe
- Mariusz Brymora, Embassy of the Republic of Poland in Washington D. C., Washington: Embassy of Poland, 2009.
- Mariusz Brymora, 400 Years of Polish Immigrants in America, Washington: Wydaw. „Ex Libris” Galeria Polskiej Książki, ISBN 1-928900-81-X.
- Mariusz Brymora, One hundred years of Polish diplomatic presence in the United States: 1919–2019, Olszanica: Wydawnictwo BoSz, 2019, ISBN 978-83-7576-425-3.
- Mariusz Brymora, Historia polskiej dyplomacji w Stanach Zjednoczonych 1919–2019, Warszawa: Wydawnictwo Ex Libris, 2020, ISBN 978-83-7634-036-4.
- Romuald Spasowski, Spowiedź ambasadora, opracowanie i redakcja Mariusz Brymora, Kraków, Wydawnictwo Universitas, 2022, ISBN 978-83-242-3863-7.